# Saint-Gouéno
Saint-Gouéno is een plaats en voormalige gemeente in het Franse departement Côtes-d'Armor in de regio Bretagne en telt 640 inwoners (1999). De plaats maakt deel uit van het arrondissement Dinan.

## Geschiedenis
Saint-Gouéno is op 1 januari 2016, samen met de gemeenten Collinée, Le Gouray, Langourla, Plessala, Saint-Gilles-du-Mené en Saint-Jacut-du-Mené, opgegaan in de gemeente Le Mené.

## Geografie
De oppervlakte van Saint-Gouéno bedraagt 20,0 km², de bevolkingsdichtheid is 32,0 inwoners per km².
De onderstaande kaart toont de ligging van Saint-Gouéno met de belangrijkste infrastructuur en aangrenzende gemeenten.

## Demografie
Onderstaande figuur toont het verloop van het inwonertal.
Collinée · Le Gouray · Langourla · Plessala · Saint-Gilles-du-Mené · Saint-Gouéno · Saint-Jacut-du-Mené